# Premiul Globul de Aur pentru cel mai bun film dramatic
Globul de aur pentru Cel mai bun film - Dramă este acordat în fiecare an începând cu 1952 pentru anul 1951.
În listele de mai jos, primele titluri reprezintă câștigătorii. De asemenea sunt marcați câștigătorii cu text aldin și pe fundal bleu; restul sunt filmele nominalizate. Pentru comparație, titlurile marcate cu cruce (†) reprezintă filmele câștigătoare ale Premiului Oscar pentru cel mai bun în același ani. Asteriscurile (* ) reprezintă filmele care au fost nominalizate la Premiile Oscar pentru cel mai bun film în același ani.

## Anii 1950
| An   | Film                              | Regizor           | Producător          |
| ---- | --------------------------------- | ----------------- | ------------------- |
| 1950 | Sunset Boulevard *                | Billy Wilder      | Charles Brackett    |
| 1951 | A Place in the Sun *              | George Stevens    | George Stevens      |
| 1951 | Bright Victory                    | Mark Robson       | Robert Buckner      |
| 1951 | Detective Story                   | William Wyler     | William Wyler       |
| 1951 | Quo Vadis *                       | Mervyn LeRoy      | Sam Zimbalist       |
| 1951 | A Streetcar Named Desire *        | Elia Kazan        | Charles K. Feldman  |
| 1952 | The Greatest Show on Earth †      | Cecil B. DeMille  | Cecil B. DeMille    |
| 1952 | Come Back, Little Sheba           | Daniel Mann       | Hal B. Wallis       |
| 1952 | The Happy Time                    | Richard Fleischer | Earl Fenton         |
| 1952 | High Noon *                       | Fred Zinnemann    | Stanley Kramer      |
| 1952 | The Thief                         | Russell Rouse     | Clarence Greene     |
| 1953 | The Robe *                        | Henry Koster      | Frank Ross          |
| 1954 | On the Waterfront †               | Elia Kazan        | Sam Spiegel         |
| 1955 | East of Eden                      | Elia Kazan        | Elia Kazan          |
| 1956 | Around the World in Eighty Days † | Michael Anderson  | Kevin McClory       |
| 1956 | Giant *                           | George Stevens    | Henry Ginsberg      |
| 1956 | Lust for Life                     | Vincente Minnelli | John Houseman       |
| 1956 | The Rainmaker                     | Joseph Anthony    | Hal B. Wallis       |
| 1956 | War and Peace                     | King Vidor        | Dino De Laurentiis  |
| 1957 | The Bridge on the River Kwai †    | David Lean        | Sam Spiegel         |
| 1957 | 12 Angry Men *                    | Sidney Lumet      | Henry Fonda         |
| 1957 | Sayonara *                        | Joshua Logan      | William Goetz       |
| 1957 | Wild Is the Wind                  | George Cukor      | Hal B. Wallis       |
| 1957 | Witness for the Prosecution *     | Billy Wilder      | Arthur Hornblow Jr. |
| 1958 | The Defiant Ones *                | Stanley Kramer    | Stanley Kramer      |
| 1958 | Cat on a Hot Tin Roof *           | Richard Brooks    | Lawrence Weingarten |
| 1958 | Home Before Dark                  | Mervyn LeRoy      | Mervyn LeRoy        |
| 1958 | I Want to Live!                   | Robert Wise       | Claude Miller       |
| 1958 | Separate Tables *                 | Delbert Mann      | Harold Hecht        |
| 1959 | Ben-Hur †                         | William Wyler     | Sam Zimbalist       |
| 1959 | Anatomy of a Murder *             | Otto Preminger    | Otto Preminger      |
| 1959 | The Diary of Anne Frank *         | George Stevens    | George Stevens      |
| 1959 | The Nun's Story *                 | Fred Zinnemann    | Henry Blanke        |
| 1959 | On the Beach                      | Stanley Kramer    | Stanley Kramer      |

## Anii 1960
| An   | Film                                  | Regizor              | Producător         |
| ---- | ------------------------------------- | -------------------- | ------------------ |
| 1960 | Spartacus                             | Stanley Kubrick      | Kirk Douglas       |
| 1960 | Elmer Gantry *                        | Richard Brooks       | Bernard Smith      |
| 1960 | Inherit the Wind                      | Stanley Kramer       | Stanley Kramer     |
| 1960 | Sons and Lovers *                     | Jack Cardiff         | Jerry Wald         |
| 1960 | Sunrise at Campobello                 | Vincent J. Donehue   | Dore Schary        |
| 1961 | The Guns of Navarone *                | J. Lee Thompson      | Carl Foreman       |
| 1961 | El Cid                                | Anthony Mann         | Samuel Bronston    |
| 1961 | Fanny *                               | Joshua Logan         | Ben Kadish         |
| 1961 | Judgment at Nuremberg *               | Stanley Kramer       | Stanley Kramer     |
| 1961 | Splendor in the Grass                 | Elia Kazan           | Elia Kazan         |
| 1962 | Lawrence of Arabia †                  | David Lean           | Sam Spiegel        |
| 1962 | The Chapman Report                    | George Cukor         | Darryl F. Zanuck   |
| 1962 | Days of Wine and Roses                | Blake Edwards        | Martin Manulis     |
| 1962 | Freud                                 | John Huston          | Wolfgang Reinhardt |
| 1962 | Hemingway's Adventures of a Young Man | Martin Ritt          | Jerry Wald         |
| 1962 | Lisa                                  | Philip Dunne         | Mark Robson        |
| 1962 | The Longest Day *                     | Ken Annakin          | Darryl F. Zanuck   |
| 1962 | The Miracle Worker                    | Arthur Penn          | Fred Coe           |
| 1962 | Mutiny on the Bounty *                | Lewis Milestone      | Aaron Rosenberg    |
| 1962 | To Kill a Mockingbird *               | Robert Mulligan      | Alan J. Pakula     |
| 1963 | The Cardinal                          | Otto Preminger       | Martin C. Schute   |
| 1963 | America, America *                    | Elia Kazan           | Elia Kazan         |
| 1963 | Captain Newman, M.D.                  | David Miller         | Robert Arthur      |
| 1963 | The Caretakers                        | Hall Bartlett        | Hall Bartlett      |
| 1963 | Cleopatra *                           | Joseph L. Mankiewicz | Walter Wanger      |
| 1963 | The Great Escape                      | John Sturges         | John Sturges       |
| 1963 | Hud                                   | Martin Ritt          | Irving Ravetch     |
| 1963 | Crinii câmpului *                     | Ralph Nelson         | Ralph Nelson       |
| 1964 | Becket *                              | Peter Glenville      | Hal B. Wallis      |
| 1964 | The Chalk Garden                      | Ronald Neame         | Ross Hunter        |
| 1964 | Dear Heart                            | Delbert Mann         | Martin Manulis     |
| 1964 | The Night of the Iguana               | John Huston          | John Huston        |
| 1964 | Zorba the Greek *                     | Michael Cacoyannis   | Michael Cacoyannis |
| 1965 | Doctor Zhivago *                      | David Lean           | Arvid Griffen      |
| 1965 | The Collector                         | William Wyler        | Jud Kinberg        |
| 1965 | The Flight of the Phoenix             | Robert Aldrich       | Robert Aldrich     |
| 1965 | A Patch of Blue                       | Guy Green            | Guy Green          |
| 1965 | Ship of Fools *                       | Stanley Kramer       | Stanley Kramer     |
| 1966 | Un om pentru eternitate †             | Fred Zinnemann       | Fred Zinnemann     |
| 1966 | Born Free                             | James H. Hill        | Sam Jaffe          |
| 1966 | The Professionals                     | Richard Brooks       | Richard Brooks     |
| 1966 | The Sand Pebbles *                    | Robert Wise          | Robert Wise        |
| 1966 | Who's Afraid of Virginia Woolf? *     | Mike Nichols         | Ernest Lehman      |
| 1967 | In the Heat of the Night †            | Norman Jewison       | Walter Mirisch     |
| 1967 | Bonnie and Clyde *                    | Arthur Penn          | Warren Beatty      |
| 1967 | Far from the Madding Crowd            | John Schlesinger     | Joseph Janni       |
| 1967 | Guess Who's Coming to Dinner *        | Stanley Kramer       | George Glass       |
| 1967 | In Cold Blood                         | Richard Brooks       | Richard Brooks     |
| 1968 | The Lion in Winter *                  | Anthony Harvey       | Martin Poll        |
| 1968 | Charly                                | Ralph Nelson         | Ralph Nelson       |
| 1968 | The Fixer                             | John Frankenheimer   | Edward Lewis       |
| 1968 | The Heart Is a Lonely Hunter          | Robert Ellis Miller  | Joel Freeman       |
| 1968 | Sandalele pescarului                  | Michael Anderson     | George Englund     |
| 1969 | Anne of the Thousand Days *           | Charles Jarrott      | Hal B. Wallis      |
| 1969 | Butch Cassidy and the Sundance Kid *  | George Roy Hill      | John Foreman       |
| 1969 | Midnight Cowboy †                     | John Schlesinger     | Jerome Hellman     |
| 1969 | The Prime of Miss Jean Brodie         | Ronald Neame         | James Cresson      |
| 1969 | They Shoot Horses, Don't They?        | Sydney Pollack       | Robert Chartoff    |

## Anii 1970
| An   | Film                               | Regizor               | Producător                        |
| ---- | ---------------------------------- | --------------------- | --------------------------------- |
| 1970 | Love Story *                       | Arthur Hiller         | Howard G. Minsky                  |
| 1970 | Airport *                          | George Seaton         | Ross Hunter                       |
| 1970 | Five Easy Pieces *                 | Bob Rafelson          | Robert Daley                      |
| 1970 | I Never Sang for My Father         | Gilbert Cates         | Gilbert Cates                     |
| 1970 | Patton †                           | Franklin J. Schaffner | Frank Caffey                      |
| 1971 | The French Connection †            | William Friedkin      | Philip D'Antoni                   |
| 1971 | A Clockwork Orange *               | Stanley Kubrick       | Si Litvinoff                      |
| 1971 | The Last Picture Show *            | Peter Bogdanovich     | Stephen J. Friedman               |
| 1971 | Mary, Queen of Scots               | Charles Jarrott       | Hal B. Wallis                     |
| 1971 | Summer of '42                      | Robert Mulligan       | Richard A. Roth                   |
| 1972 | The Godfather †                    | Francis Ford Coppola  | Albert S. Ruddy                   |
| 1972 | Deliverance *                      | John Boorman          | John Boorman                      |
| 1972 | Frenzy                             | Alfred Hitchcock      | William Hill                      |
| 1972 | The Poseidon Adventure             | Ronald Neame          | Irwin Allen                       |
| 1972 | Sleuth                             | Joseph L. Mankiewicz  | Morton Gottlieb                   |
| 1973 | The Exorcist *                     | William Friedkin      | William Peter Blatty              |
| 1973 | Cinderella Liberty                 | Mark Rydell           | Mark Rydell                       |
| 1973 | The Day of the Jackal              | Fred Zinnemann        | John Woolf                        |
| 1973 | Last Tango in Paris                | Bernardo Bertolucci   | Alberto Grimaldi                  |
| 1973 | Save the Tiger                     | John G. Avildsen      | Edward S. Feldman                 |
| 1973 | Serpico                            | Sidney Lumet          | Dino De Laurentiis                |
| 1974 | Chinatown *                        | Roman Polanski        | Robert Evans                      |
| 1974 | The Conversation *                 | Francis Ford Coppola  | Francis Ford Coppola              |
| 1974 | Earthquake                         | Mark Robson           | Mark Robson                       |
| 1974 | The Godfather: Part II †           | Francis Ford Coppola  | Francis Ford Coppola              |
| 1974 | A Woman Under the Influence        | John Cassavetes       | Sam Shaw                          |
| 1975 | One Flew Over the Cuckoo's Nest †  | Miloš Forman          | Michael Douglas                   |
| 1975 | Barry Lyndon *                     | Stanley Kubrick       | Stanley Kubrick                   |
| 1975 | Dog Day Afternoon *                | Sidney Lumet          | Martin Bregman                    |
| 1975 | Jaws *                             | Steven Spielberg      | David Brown                       |
| 1975 | Nashville *                        | Robert Altman         | Robert Altman                     |
| 1976 | Rocky †                            | John G. Avildsen      | Robert Chartoff and Irwin Winkler |
| 1976 | All the President's Men *          | Alan J. Pakula        | Walter Coblenz                    |
| 1976 | Bound for Glory *                  | Hal Ashby             | Robert Blumofe                    |
| 1976 | Network *                          | Sidney Lumet          | Howard Gottfried                  |
| 1976 | Voyage of the Damned               | Stuart Rosenberg      | Robert Fryer                      |
| 1977 | The Turning Point *                | Herbert Ross          | Arthur Laurents                   |
| 1977 | Close Encounters of the Third Kind | Steven Spielberg      | Julia Phillips                    |
| 1977 | I Never Promised You a Rose Garden | Anthony Page          | Daniel H. Blatt                   |
| 1977 | Julia *                            | Fred Zinnemann        | Richard A. Roth                   |
| 1977 | Star Wars *                        | George Lucas          | Gary Kurtz                        |
| 1978 | Midnight Express *                 | Alan Parker           | Alan Marshall                     |
| 1978 | Coming Home *                      | Hal Ashby             | Robert C. Jones                   |
| 1978 | Days of Heaven                     | Terrence Malick       | Bert Schneider                    |
| 1978 | The Deer Hunter †                  | Michael Cimino        | Barry Spikings                    |
| 1978 | An Unmarried Woman *               | Paul Mazursky         | Paul Mazursky                     |
| 1979 | Kramer vs. Kramer †                | Robert Benton         | Stanley R. Jaffe                  |
| 1979 | Apocalypse Now *                   | Francis Ford Coppola  | Francis Ford Coppola              |
| 1979 | The China Syndrome                 | James Bridges         | Michael Douglas                   |
| 1979 | Manhattan                          | Woody Allen           | Charles H. Joffe                  |
| 1979 | Norma Rae *                        | Martin Ritt           | Alexandra Rose                    |

## Anii 1980
| An   | Film                              | Regizor              | Producător           |
| ---- | --------------------------------- | -------------------- | -------------------- |
| 1980 | Ordinary People †                 | Robert Redford       | Ronald L. Schwary    |
| 1980 | The Elephant Man *                | David Lynch          | Jonathan Sanger      |
| 1980 | The Ninth Configuration           | William Peter Blatty | William Peter Blatty |
| 1980 | Raging Bull *                     | Martin Scorsese      | Robert Chartoff      |
| 1980 | The Stunt Man                     | Richard Rush         | Richard Rush         |
| 1981 | On Golden Pond *                  | Mark Rydell          | Bruce Gilbert        |
| 1981 | The French Lieutenant's Woman     | Karel Reisz          | Leon Clore           |
| 1981 | Prince of the City                | Sidney Lumet         | Sidney Lumet         |
| 1981 | Ragtime                           | Miloš Forman         | Dino De Laurentiis   |
| 1981 | Reds *                            | Warren Beatty        | Warren Beatty        |
| 1982 | E.T. The Extra-Terrestrial *      | Steven Spielberg     | Steven Spielberg     |
| 1982 | Missing *                         | Costa-Gavras         | Edward Lewis         |
| 1982 | An Officer and a Gentleman        | Taylor Hackford      | Martin Elfand        |
| 1982 | Sophie's Choice                   | Alan J. Pakula       | Alan J. Pakula       |
| 1982 | The Verdict *                     | Sidney Lumet         | David Brown          |
| 1983 | Terms of Endearment †             | James L. Brooks      | James L. Brooks      |
| 1983 | Reuben, Reuben                    | Robert Ellis Miller  | Julius J. Epstein    |
| 1983 | The Right Stuff *                 | Philip Kaufman       | Irwin Winkler        |
| 1983 | Silkwood                          | Mike Nichols         | Alice Arlen          |
| 1983 | Tender Mercies *                  | Bruce Beresford      | Philip Hobel         |
| 1984 | Amadeus †                         | Miloš Forman         | Saul Zaentz          |
| 1984 | The Cotton Club                   | Francis Ford Coppola | Robert Evans         |
| 1984 | The Killing Fields *              | Roland Joffé         | David Puttnam        |
| 1984 | Places in the Heart *             | Robert Benton        | Robert Benton        |
| 1984 | A Soldier's Story *               | Norman Jewison       | Norman Jewison       |
| 1985 | Out of Africa †                   | Sydney Pollack       | Sydney Pollack       |
| 1985 | The Color Purple *                | Steven Spielberg     | Steven Spielberg     |
| 1985 | Kiss of the Spider Woman *        | Hector Babenco       | David Weisman        |
| 1985 | Runaway Train                     | Andrei Konchalovsky  | Richard Garcia       |
| 1985 | Witness *                         | Peter Weir           | Edward S. Feldman    |
| 1986 | Platoon †                         | Oliver Stone         | Arnold Kopelson      |
| 1986 | Children of a Lesser God *        | Randa Haines         | Chris Bender         |
| 1986 | The Mission *                     | Roland Joffé         | Fernando Ghia        |
| 1986 | Mona Lisa                         | Neil Jordan          | Stephen Woolley      |
| 1986 | A Room with a View *              | James Ivory          | Ismail Merchant      |
| 1986 | Stand by Me                       | Rob Reiner           | Bruce A. Evans       |
| 1987 | The Last Emperor †                | Bernardo Bertolucci  | Jeremy Thomas        |
| 1987 | Cry Freedom                       | Richard Attenborough | Richard Attenborough |
| 1987 | Empire of the Sun                 | Steven Spielberg     | Kathleen Kennedy     |
| 1987 | Fatal Attraction *                | Adrian Lyne          | Stanley R. Jaffe     |
| 1987 | La Bamba                          | Luis Valdez          | Stuart Benjamin      |
| 1987 | Nuts                              | Martin Ritt          | Teri Schwartz        |
| 1988 | Rain Man †                        | Barry Levinson       | Mark Johnson         |
| 1988 | The Accidental Tourist *          | Lawrence Kasdan      | Phyllis Carlyle      |
| 1988 | A Cry in the Dark                 | Fred Schepisi        | Yoram Globus         |
| 1988 | Gorillas in the Mist              | Michael Apted        | Peter Guber          |
| 1988 | Mississippi Burning *             | Alan Parker          | Robert F. Colesberry |
| 1988 | Running on Empty                  | Sidney Lumet         | Griffin Dunne        |
| 1988 | The Unbearable Lightness of Being | Philip Kaufman       | Bertil Ohlsson       |
| 1989 | Born on the Fourth of July *      | Oliver Stone         | A. Kitman Ho         |
| 1989 | Crimes and Misdemeanors           | Woody Allen          | Charles H. Joffe     |
| 1989 | Dead Poets Society *              | Peter Weir           | Paul Junger Witt     |
| 1989 | Do the Right Thing                | Spike Lee            | Spike Lee            |
| 1989 | Glory                             | Edward Zwick         | Freddie Fields       |

## Anii 1990
| An   | Film                          | Regizor              | Producător                   |
| ---- | ----------------------------- | -------------------- | ---------------------------- |
| 1990 | Dances with Wolves †          | Kevin Costner        | Jim Wilson and Kevin Costner |
| 1990 | Avalon                        | Barry Levinson       | Mark Johnson                 |
| 1990 | The Godfather: Part III *     | Francis Ford Coppola | Francis Ford Coppola         |
| 1990 | Goodfellas *                  | Martin Scorsese      | Irwin Winkler                |
| 1990 | Reversal of Fortune           | Barbet Schroeder     | Edward R. Pressman           |
| 1991 | Bugsy *                       | Barry Levinson       | Warren Beatty                |
| 1991 | JFK *                         | Oliver Stone         | Arnon Milchan                |
| 1991 | The Prince of Tides *         | Barbra Streisand     | Andrew S. Karsch             |
| 1991 | The Silence of the Lambs †    | Jonathan Demme       | Kenneth Utt                  |
| 1991 | Thelma & Louise               | Ridley Scott         | Mimi Polk Gitlin             |
| 1992 | Scent of a Woman *            | Martin Brest         | Martin Brest                 |
| 1992 | The Crying Game *             | Neil Jordan          | Stephen Woolley              |
| 1992 | A Few Good Men *              | Rob Reiner           | David Brown                  |
| 1992 | Howards End *                 | James Ivory          | Ismail Merchant              |
| 1992 | Unforgiven †                  | Clint Eastwood       | Clint Eastwood               |
| 1993 | Schindler's List †            | Steven Spielberg     | Steven Spielberg             |
| 1993 | The Age of Innocence          | Martin Scorsese      | Barbara De Fina              |
| 1993 | In the Name of the Father *   | Jim Sheridan         | Jim Sheridan                 |
| 1993 | The Piano *                   | Jane Campion         | Jan Chapman                  |
| 1993 | The Remains of the Day *      | James Ivory          | Ismail Merchant              |
| 1994 | Forrest Gump †                | Robert Zemeckis      | Wendy Finerman               |
| 1994 | Legends of the Fall           | Edward Zwick         | Marshall Herskovitz          |
| 1994 | Nell                          | Michael Apted        | Jodie Foster                 |
| 1994 | Pulp Fiction *                | Quentin Tarantino    | Lawrence Bender              |
| 1994 | Quiz Show *                   | Robert Redford       | Robert Redford               |
| 1995 | Sense and Sensibility *       | Ang Lee              | Laurie Borg                  |
| 1995 | Apollo 13 *                   | Ron Howard           | Brian Grazer                 |
| 1995 | Braveheart †                  | Mel Gibson           | Mel Gibson                   |
| 1995 | The Bridges of Madison County | Clint Eastwood       | Clint Eastwood               |
| 1995 | Leaving Las Vegas             | Mike Figgis          | Lila Cazès                   |
| 1996 | The English Patient †         | Anthony Minghella    | Saul Zaentz                  |
| 1996 | Breaking the Waves            | Lars von Trier       | Peter Aalbæk Jensen          |
| 1996 | The People vs. Larry Flynt    | Miloš Forman         | Oliver Stone                 |
| 1996 | Secrets & Lies *              | Mike Leigh           | Simon Channing-Williams      |
| 1996 | Shine *                       | Scott Hicks          | Jane Scott                   |
| 1997 | Titanic †                     | James Cameron        | James Cameron and Jon Landau |
| 1997 | Amistad                       | Steven Spielberg     | Debbie Allen                 |
| 1997 | The Boxer                     | Jim Sheridan         | Arthur Lappin                |
| 1997 | Good Will Hunting *           | Gus Van Sant         | Lawrence Bender              |
| 1997 | L.A. Confidential *           | Curtis Hanson        | Curtis Hanson                |
| 1998 | Saving Private Ryan *         | Steven Spielberg     | Steven Spielberg             |
| 1998 | Elizabeth *                   | Shekhar Kapur        | Tim Bevan                    |
| 1998 | Gods and Monsters             | Bill Condon          | Paul Colichman               |
| 1998 | The Horse Whisperer           | Robert Redford       | Patrick Markey               |
| 1998 | The Truman Show               | Peter Weir           | Edward S. Feldman            |
| 1999 | American Beauty †             | Sam Mendes           | Bruce Cohen                  |
| 1999 | The End of the Affair         | Neil Jordan          | Neil Jordan                  |
| 1999 | The Hurricane                 | Norman Jewison       | Armyan Bernstein             |
| 1999 | The Insider *                 | Michael Mann         | Pieter Jan Brugge            |
| 1999 | The Talented Mr. Ripley       | Anthony Minghella    | William Horberg              |

## Anii 2000
| An   | Film                                                | Regizor                     | Producător |
| ---- | --------------------------------------------------- | --------------------------- | --- |
| 2000 | Gladiator †                                         | Ridley Scott                | Douglas Wick |
| 2000 | Billy Elliot                                        | Stephen Daldry              | Charles Brand |
| 2000 | Erin Brockovich *                                   | Steven Soderbergh           | Danny DeVito |
| 2000 | Sunshine                                            | István Szabó                | András Hámori |
| 2000 | Traffic *                                           | Steven Soderbergh           | Edward Zwick |
| 2000 | Wonder Boys                                         | Curtis Hanson               | Curtis Hanson |
| 2001 | A Beautiful Mind †                                  | Ron Howard                  | Brian Grazer |
| 2001 | In the Bedroom *                                    | Todd Field                  | Todd Field |
| 2001 | The Lord of the Rings: The Fellowship of the Ring * | Peter Jackson               | Peter Jackson, Barrie M. Osborne, and Fran Walsh                                                                                  |
| 2001 | The Man Who Wasn't There                            | Joel Coen                   | Ethan Coen |
| 2001 | Mulholland Drive                                    | David Lynch                 | Pierre Edelman |
| 2002 | The Hours *                                         | Stephen Daldry              | Mark Huffam |
| 2002 | About Schmidt                                       | Alexander Payne             | Michael Besman |
| 2002 | Gangs of New York *                                 | Martin Scorsese             | Alberto Grimaldi |
| 2002 | The Lord of the Rings: The Two Towers *             | Peter Jackson               | Barrie M. Osborne, Fran Walsh, and Peter Jackson                                                                                  |
| 2002 | The Pianist *                                       | Roman Polanski              | Roman Polanski |
| 2003 | The Lord of the Rings: The Return of the King †     | Peter Jackson               | Barrie M. Osborne, Peter Jackson, and Fran Walsh                                                                                  |
| 2003 | Cold Mountain                                       | Anthony Minghella           | Albert Berger |
| 2003 | Master and Commander: The Far Side of the World *   | Peter Weir                  | Peter Weir |
| 2003 | Mystic River *                                      | Clint Eastwood              | Robert Lorenz |
| 2003 | Seabiscuit *                                        | Gary Ross                   | Kathleen Kennedy |
| 2004 | The Aviator *                                       | Martin Scorsese             | Michael Mann |
| 2004 | Closer                                              | Mike Nichols                | Patrick Marber |
| 2004 | Finding Neverland *                                 | Marc Forster                | Richard N. Gladstein |
| 2004 | Hotel Rwanda                                        | Terry George                | Terry George |
| 2004 | Kinsey                                              | Bill Condon                 | Gail Mutrux |
| 2004 | Million Dollar Baby †                               | Clint Eastwood              | Clint Eastwood, Albert S. Ruddy, and Tom Rosenberg                                                                                |
| 2005 | Brokeback Mountain *                                | Ang Lee                     | Diana Ossana |
| 2005 | The Constant Gardener                               | Fernando Meirelles          | Simon Channing-Williams |
| 2005 | Good Night, and Good Luck *                         | George Clooney              | Grant Heslov |
| 2005 | A History of Violence                               | David Cronenberg            | Chris Bender |
| 2005 | Match Point                                         | Woody Allen                 | Letty Aronson |
| 2006 | Babel *                                             | Alejandro González Iñárritu | Steve Golin |
| 2006 | Bobby                                               | Emilio Estevez              | Anthony Hopkins |
| 2006 | The Departed †                                      | Martin Scorsese             | Brad Grey |
| 2006 | Little Children                                     | Todd Field                  | Albert Berger |
| 2006 | The Queen *                                         | Stephen Frears              | François Ivernel |
| 2007 | Atonement *                                         | Joe Wright                  | Tim Bevan |
| 2007 | American Gangster                                   | Ridley Scott                | Brian Grazer |
| 2007 | Eastern Promises                                    | David Cronenberg            | Paul Webster |
| 2007 | The Great Debaters                                  | Denzel Washington           | Oprah Winfrey |
| 2007 | Michael Clayton *                                   | Tony Gilroy                 | Sydney Pollack |
| 2007 | No Country for Old Men †                            | Joel and Ethan Coen         | Joel Coen, Ethan Coen, and Scott Rudin                                                                                            |
| 2007 | There Will Be Blood *                               | Paul Thomas Anderson        | Paul Thomas Anderson |
| 2008 | Slumdog Millionaire †                               | Danny Boyle                 | Christian Colson |
| 2008 | The Curious Case of Benjamin Button *               | David Fincher               | Kathleen Kennedy, Frank Marshall, Ray Stark                                                                                       |
| 2008 | Frost/Nixon *                                       | Ron Howard                  | Tim Bevan, Eric Fellner, Brian Grazer, Ron Howard                                                                                 |
| 2008 | The Reader *                                        | Stephen Daldry              | Anthony Minghella, Sydney Pollack, Scott Rudin                                                                                    |
| 2008 | Revolutionary Road                                  | Sam Mendes                  | Bobby Cohen, Sam Mendes, Scott Rudin                                                                                              |
| 2009 | Avatar *                                            | James Cameron               | James Cameron, and Jon Landau |
| 2009 | The Hurt Locker †                                   | Kathryn Bigelow             | Kathryn Bigelow, Mark Boal, Nicolas Chartier, Tony Mark, Donall McCusker, Greg Shapiro                                            |
| 2009 | Inglourious Basterds *                              | Quentin Tarantino           | Lawrence Bender |
| 2009 | Precious *                                          | Lee Daniels                 | Lisa Cortes, Sarah Siegel-Magness, Valerie Hoffman, Asger Hussain, Gary Magness, Mark G. Magges, Berrgen Swason, Simone Sheffield |
| 2009 | Up in the Air *                                     | Jason Reitman               | Daniel Dubiecki, Jeffrey Clifford, Ivan Reitman, Jason Reitman                                                                    |

## Anii 2010
| An   | Film                                      | Regizor               | Producător |
| ---- | ----------------------------------------- | --------------------- | --- |
| 2010 | The Social Network *                      | David Fincher         | Scott Rudin, Dana Brunetti, Michael De Luca & Ceán Chaffin |
| 2010 | Black Swan *                              | Darren Aronofsky      | Mike Medavoy, Scott Franklin, Arnold Messer & Brian Oliver |
| 2010 | The Fighter *                             | David O. Russell      | David Hoberman, Todd Lieberman, Ryan Kavanaugh, Mark Wahlberg, Dorothy Aufiero & Paul Tamasy                                                                    |
| 2010 | Inception *                               | Christopher Nolan     | Christopher Nolan & Emma Thomas |
| 2010 | The King's Speech †                       | Tom Hooper            | Iain Canning, Emile Sherman & Gareth Unwin |
| 2011 | The Descendants *                         | Alexander Payne       | Jim Burke, Alexander Payne, Jim Taylor |
| 2011 | The Help *                                | Tate Taylor           | Chris Columbus, Michael Barnathan & Brunson Green |
| 2011 | Hugo *                                    | Martin Scorsese       | Johnny Depp, Timothy Headington, Graham King & Martin Scorsese                                                                                                  |
| 2011 | The Ides of March                         | George Clooney        | George Clooney, Grant Heslov, Brian Oliver |
| 2011 | Moneyball *                               | Bennett Miller        | Michael De Luca, Rachael Horovitz & Brad Pitt |
| 2011 | War Horse *                               | Steven Spielberg      | Steven Spielberg & Kathleen Kennedy |
| 2012 | Argo †                                    | Ben Affleck           | Ben Affleck, George Clooney, Grant Heslov |
| 2012 | Django Unchained *                        | Quentin Tarantino     | Stacey Sher, Reginald Hudlin, Pilar Savone |
| 2012 | Life of Pi *                              | Ang Lee               | Ang Lee, Gil Netter, David Womarck |
| 2012 | Lincoln *                                 | Steven Spielberg      | Steven Spielberg, Kathleen Kennedy |
| 2012 | Zero Dark Thirty *                        | Kathryn Bigelow       | Kathryn Bigelow, Colin Wilson, Greg Shapiro, Ted Schipper, Megan Ellison                                                                                        |
| 2013 | 12 Years a Slave                          | Steve McQueen         | Brad Pitt, Dede Gardner, Jeremy Kleiner, Bill Pohlad, Steve McQueen, Arnon Milchan & Anthony Katagas                                                            |
| 2013 | Captain Phillips                          | Paul Greengrass       | Michael De Luca, Dana Brunetti & Scott Rudin |
| 2013 | Gravity                                   | Alfonso Cuarón        | Alfonso Cuarón & David Heyman |
| 2013 | Philomena                                 | Stephen Frears        | Gabrielle Tan, Steve Coogan & Tracey Seaward |
| 2013 | Rush                                      | Ron Howard            | Andrew Eaton, Eric Fellner, Brian Oliver, Peter Morgan, Brian Grazer & Ron Howard                                                                               |
| 2014 | Boyhood *                                 | Richard Linklater     | Richard Linklater, Cathleen Sutherland, Jonathan Sehring, John Sloss                                                                                            |
| 2014 | Foxcatcher                                | Bennett Miller        | Bennett Miller, Megan Ellison, Jon Kilik, Anthony Bregman |
| 2014 | The Imitation Game *                      | Morten Tyldum         | Nora Grossman, Ido Ostrowsky, Teddy Schwarzman |
| 2014 | Selma *                                   | Ava DuVernay          | Dede Gardner, Jeremy Kleiner, Christian Colson, Oprah Winfrey                                                                                                   |
| 2014 | Teoria întregului *                       | James Marsh           | Tim Bevan, Eric Fellner, Lisa Bruce, Anthony McCarten |
| 2015 | The Revenant *                            | Alejandro G. Iñárritu | Steve Golin, Alejandro G. Iñárritu, Arnon Milchan, Mary Parent, Keith Redmon                                                                                    |
| 2015 | Carol                                     | Todd Haynes           | Elizabeth Karlsen, Christine Vachon, Stephen Woolley |
| 2015 | Mad Max: Fury Road *                      | George Miller         | Doug Mitchell, George Miller, P. J. Voeten |
| 2015 | Room *                                    | Lenny Abrahamson      | Ed Guiney, David Gross |
| 2015 | Spotlight †                               | Tom McCarthy          | Steve Golin, Blye Pagon Faust, Nicole Rocklin, Michael Sugar |
| 2016 | Moonlight                                 | Barry Jenkins         | Dede Gardner, Jeremy Kleiner, Adele Romanski |
| 2016 | Hacksaw Ridge                             | Mel Gibson            | Terry Benedict, Paul Currie, Bruce Davey, William D. Johnson, Bill Mechanic, Brian Oliver, David Permut                                                         |
| 2016 | Hell or High Water                        | David Mackenzie       | Peter Berg, Carla Hacken, Sidney Kimmel, Gigi Pritzker, Rachel Shane, Julie York                                                                                |
| 2016 | Lion                                      | Garth Davis           | Iain Canning, Angie Fielder, Emile Sherman |
| 2016 | Manchester by the Sea                     | Kenneth Lonergan      | Lauren Beck, Matt Damon, Chris Moore, Kimberly Steward, Kevin J. Walsh                                                                                          |
| 2017 | Three Billboards Outside Ebbing, Missouri | Martin McDonagh       | Graham Broadbent, Pete Czernin și Martin McDonagh |
| 2017 | Call Me by Your Name                      | Luca Guadagnino       | Peter Spears, Luca Guadagnino, Emilie Georges, Rodrigo Teixeira, Marco Morabito, James Ivory și Howard Rosenman                                                 |
| 2017 | Dunkirk                                   | Christopher Nolan     | Emma Thomas și Christopher Nolan |
| 2017 | The Post                                  | Steven Spielberg      | Steven Spielberg, Kristie Macosko Krieger și Amy Pascal |
| 2017 | The Shape of Water                        | Guillermo del Toro    | Guillermo del Toro și J. Miles Dale |
| 2018 | Bohemian Rhapsody                         | Bryan Singer          | Graham King și Jim Beach |
| 2018 | Black Panther                             | Ryan Coogler          | Kevin Feige |
| 2018 | BlacKkKlansman                            | Spike Lee             | Sean McKittrick, Jason Blum, Raymond Mansfield, Shaun Redick, Jordan Peele, Spike Lee                                                                           |
| 2018 | If Beale Street Could Talk                | Barry Jenkins         | Adele Romanski, Sara Murphy, Barry Jenkins, Dede Gardner, Jeremy Kleiner                                                                                        |
| 2018 | A Star Is Born                            | Bradley Cooper        | Bill Gerber, Bradley Cooper, Lynette Howell Taylor |
| 2019 | 1917                                      | Sam Mendes            | Sam Mendes, Pippa Harris, Jayne-Ann Tenggren, Callum McDougall și Brian Oliver                                                                                  |
| 2019 | The Irishman                              | Martin Scorsese       | Martin Scorsese, Robert De Niro, Jane Rosenthal, Emma Tillinger Koskoff, Irwin Winkler, Gerald Chamales, Gastón Pavlovich, Randall Emmett, Gabriele Israilovici |
| 2019 | Joker                                     | Todd Phillips         | Todd Phillips, Bradley Cooper, Emma Tillinger Koskoff |
| 2019 | Marriage Story                            | Noah Baumbach         | David Heyman, Noah Baumbach |
| 2019 | The Two Popes                             | Fernando Meirelles    | Dan Lin, Jonathan Eirich, Tracey Seaward |

## Anii 2020
| An   | Film                       | Regizor               | Producător |
| ---- | -------------------------- | --------------------- | --- |
| 2020 | Nomadland                  | Chloé Zhao            | Frances McDormand, Peter Spears, Mollye Asher, Dan Janvey, Chloé Zhao                                            |
| 2020 | The Father                 | Florian Zeller        | David Parfitt, Jean-Louis Livi, Philippe Carcassonne, Christophe Spardone, Simon Friend                          |
| 2020 | Mank                       | David Fincher         | Ceán Chaffin, Eric Roth, Douglas Urbanski                                                                        |
| 2020 | Promising Young Woman      | Emerald Fennell       | Margot Robbie, Josey McNamara, Tom Ackerley, Ben Browning, Ashley Fox, Emerald Fennell                           |
| 2020 | The Trial of the Chicago 7 | Aaron Sorkin          | Stuart M. Besser, Matt Jackson, Marc Platt, Tyler Thompson                                                       |
| 2021 | The Power of the Dog       | Jane Campion          | Emile Sherman, Iain Canning, Roger Frappier, Jane Campion, Tanya Seghatchian                                     |
| 2021 | Belfast                    | Kenneth Branagh       | Laura Berwick, Kenneth Branagh, Becca Kovacik, Tamar Thomas                                                      |
| 2021 | CODA                       | Sian Heder            | Fabrice Gianfermi, Philippe Rousselet, Jerôme Seydoux, Patrick Wachsberger                                       |
| 2021 | Dune                       | Denis Villeneuve      | Mary Parent, Denis Villeneuve, Cale Boyter, Joe Caracciolo Jr.                                                   |
| 2021 | King Richard               | Reinaldo Marcus Green | Tim White, Trevor White, Will Smith                                                                              |
| 2022 | The Fabelmans              | Steven Spielberg      | Kristie Macosko Krieger, Steven Spielberg, Tony Kushner                                                          |
| 2022 | Avatar: The Way of Water   | James Cameron         | James Cameron, Jon Landau                                                                                        |
| 2022 | Elvis                      | Baz Luhrmann          | Baz Luhrmann, Catherine Martin, Gail Berman, Patrick McCormick, Schuyler Weiss                                   |
| 2022 | Tár                        | Todd Field            | Todd Field, Alexandra Milchan, Scott Lambert                                                                     |
| 2022 | Top Gun: Maverick          | Joseph Kosinski       | Jerry Bruckheimer, Tom Cruise, Christopher McQuarrie, David Ellison                                              |
| 2023 | Oppenheimer                | Christopher Nolan     | Christopher Nolan, Emma Thomas, Charles Roven                                                                    |
| 2023 | Anatomia unei prăbușiri    | Justine Triet         | Marie-Ange Luciani, David Thion                                                                                  |
| 2023 | Killers of the Flower Moon | Martin Scorsese       | Dan Friedkin, Bradley Thomas, Martin Scorsese, Daniel Lupi                                                       |
| 2023 | Maestro                    | Bradley Cooper        | Martin Scorsese, Steven Spielberg, Bradley Cooper, Fred Berner, Amy Durning, Kristie Macosko Krieger             |
| 2023 | Past Lives                 | Celine Song           | David Hinojosa, Christine Vachon, Pamela Koffler                                                                 |
| 2023 | The Zone of Interest       | Jonathan Glazer       | James Wilson, Ewa Puszczyńska                                                                                    |
| 2024 | The Brutalist              | Brady Corbet          | Trevor Matthews, Nick Gordon, Brian Young, Andrew Morrison, Andrew Lauren, D.J. Gugenheim, Brady Corbet          |
| 2024 | A Complete Unknown         | James Mangold         | Fred Berger, James Mangold, Alex Heineman, Bob Bookman, Peter Jaysen, Alan Gasmer, Jeff Rosen, Timothée Chalamet |
| 2024 | Conclave                   | Edward Berger         | Tessa Ross, Juliette Howell, Michael Jackman, Alice Dawson, Robert Harris                                        |
| 2024 | Dune: Partea II            | Denis Villeneuve      | Mary Parent, Cale Boyter, Patrick McCormick, Tanya Lapointe, Denis Villeneuve                                    |
| 2024 | Nickel Boys                | RaMell Ross           | Dede Gardner, Jeremy Kleiner, David Levine, Joslyn Barnes                                                        |
| 2024 | September 5                | Tim Fehlbaum          | Philipp Trauer, Thomas Wöbke, Tim Fehlbaum, Sean Penn, John Ira Palmer, John Wildermuth                          |